# Justicia leucerythra
Justicia leucerythra är en akantusväxtart som beskrevs av Emery Clarence Leonard. Justicia leucerythra ingår i släktet Justicia och familjen akantusväxter. Inga underarter finns listade i Catalogue of Life.